# The E.N.D.
The E.N.D (сокращение от The Energy Never Dies рус. Энергия не умрёт никогда) — пятый студийный альбом Американской хип-хоп группы The Black Eyed Peas, вышедший 3 июня 2009 в Японии и 9 июня 2009 во всём мире.
Выходу альбома предшествовал выпуск трех промосинглов Imma Be, Alive, и Meet Me Halfway в интернет магазине iTunes Store, предназначенных для подогрева интереса к предстоящему релизу. Первые два официальных сингла Boom Boom Pow и I Gotta Feeling продержались на вершине чарта Billboard Hot 100 в общей сложности полгода (12 и 14 недель соответственно). Череду чарт-топперов продолжил третий сингл Meet Me Halfway, ставший лидером Британского и Австралийского хит-листов, и Топ-10 хитом в Америке.

## Концепция альбома

### История названия и обложка
Альбом был задуман в 2006 году, в то время как у Fergie выходил альбом The Dutchess. Сначала его планировалось назвать Evolution, но это совпадало с названием ожидавшегося в то время второго альбома Сиары. Название альбома было заменено на From Roots to Fruits, но потом было решено оставить это название для будущего альбома-сборника. Для альбома было выбрано название The Energy Never Dies, которое впоследствии было укорочено до The E.N.D. will.i.am подтвердил это название на интервью по поводу выхода своего сольного альбома Songs About Girls в сентябре 2007 года.
Для создания обложки альбома лица всех участником группы были сканированы, объединены и обработаны компьютерной графикой. Зелёный цвет использовался для стандартного издания. Красный — для делюкс версии.

### Тематика
В интервью журналу Billboard will.i.am рассказал, что The E.N.D. расшифровывается как The Energy Never Dies (Энергия никогда не умрет). По его словам, The E.N.D. — не просто альбом, а «Дневник […] музыки, к которому можно обратиться всегда, в любой момент с приходом вдохновения. И эта модель энергии будет жить и обновляться всегда.»

## Промосинглы
До выхода альбома, will.i.am представил три новых песни на сайте социальной сети Dipdive. Синглы были доступны только в mp3 формате для покупок в онлайн магазине iTunes Store, и позиционировались как «Countdown to The E.N.D.» («Обратный осчет времени»).
- «Imma Be» — первый промосингл. 17 мая вышел в Великобритании, 18го — в Австралии и 19 мая во всем мире. В конечном итоге в январе 2010 песню выпустили четвёртым полномасштабным синглом с альбома.
- «Alive» — так назывался второй рекламный сингл. 24 мая он появился в iTunes Великобритании, 25го — в Австралии, а 26 мая — в остальных странах.
- «Meet Me Halfway» — одновременно является третьим и промо и официальным синглом. 2 июня он появился в магазинах iTunes, а 22 сентября был добавлен в эфиры радиостанций.

| Песня             | Наивысшая позиция в чарте | Наивысшая позиция в чарте | Наивысшая позиция в чарте | Наивысшая позиция в чарте | Наивысшая позиция в чарте |
| Песня             | US Hot                    | US Pop                    | UK                        | AUS                       | CAN                       |
| ----------------- | ------------------------- | ------------------------- | ------------------------- | ------------------------- | ------------------------- |
| «Imma Be»         | 1                         | 32                        | 129                       | 73                        | 47                        |
| «Alive»           | 101                       | —                         | 87                        | —                         | 61                        |
| «Meet Me Halfway» | 7                         | 10                        | 1                         | 1                         | 5                         |

## Синглы
- «Boom Boom Pow» — первый официальный сингл, выпущенный 10 марта 2009 года. Песня стала первым #1 хитом группы в чарте Billboard Hot 100. На вершине он оставался 12 недель подряд, стал вторым по продолжительности пребывания на первом месте синглом в 2009 году. Первой строки композиция достигла также в Великобритании и Австралии. 2 декабря песня получила номинацию на премию «Грэмми» 2010 года в категории «Лучшая танцевальная запись».
- «I Gotta Feeling» — второй сингл, появившись 16 июня, сменил Boom Boom Pow на вершине Hot 100. Тем самым сделав Black Eyed Peas четвёртой группой в истории, чьи синглы сменили друг друга на первом месте Американского чарта. «I Gotta Feeling» лидировал 14 недель подряд и стал первым синглом по количеству недель, проведенных на вершине чарта в 2009 году. Также первой строчки песня удостоилась в топах Великобритании и Австралии. На церемонии «Грэмми» 2010 года песня поборется за звания «Запись года» и «Лучшее поп-исполнение дуэтом или группой с вокалом»[обновить данные]. 4 мая 2010 года песня «I Gotta Feeling» была признана самым продаваемым цифровым синглом в истории музыкальной индустрии. Он был легально скачан в музыкальных интернет-магазинах более 5,56 миллионов раз.[12]
- «Meet Me Halfway» — третий сингл, вышедший 22 сентября. Как и два предшественника, сингл возглавил чарты Великобритании и Австралии. В Америке песня остановилась на 7-й строчке.
- «Imma Be» — четвёртый сингл, выпущенный только в Америке 15 января 2010 года. Но несмотря на это, песня получила много ротаций на радиостанциях Канады.
- «Rock That Body» — четвёртый сингл с альбома для Европы, Латинской Америки и Австралии. Выход сингла состоялся 29 января 2010 года и его чартовую динамику ещё только предстоит узнать, но песня уже занимает первую строчку в австралийском Hot30 Countdown .

## Список композиций
| №   | Название                                        | Авторские и продюсерские права                                                                          | Продолжительность |
| --- | ----------------------------------------------- | --- | ----------------- |
| 1.  | «Boom Boom Pow» - включая Welcome to The E.N.D. | Allan Pineda, William Adams, S. Ferguson, J. Gomez                                                      | 5:08              |
| 2.  | «Rock That Body»                                | Mark Knight, Muns, A. Pineda, W. Adams, S. Ferguson, Jean Baptiste, David Guetta, J. Gomez, Adam Walder | 4:28              |
| 3.  | «Meet Me Halfway»                               | Keith Harris, A. Pineda, W. Adams, S. Ferguson, J. Baptiste, Sylvia Gordon, J. Gomez,                   | 4:44              |
| 4.  | «Imma Be»                                       | T. Brenneck, M. Deller, D. Foder, K. Harris, A. Pineda, J. Tankel, W. Adams, S. Ferguson, J. Gomez,     | 4:16              |
| 5.  | «I Gotta Feeling»                               | A. Pineda, Frederick Riesterer, W. Adams, S. Ferguson, D.Guetta, J. Gomez                               | 4:50              |
| 6.  | «Alive»                                         | A. Pineda, W. Adams, S. Ferguson, J. Baptiste, J. Gomez                                                 | 5:02              |
| 7.  | «Missing You»                                   | A. Pineda, W. Adams, S. Ferguson, Printz Board, J. Baptiste, J. Gomez                                   | 4:34              |
| 8.  | «Ring-a-Ling» - включая вступление              | K. Harris, A. Pineda, W. Adams, S. Ferguson, J. Gomez                                                   | 4:32              |
| 9.  | «Party All the Time»                            | A. Pineda, W. Adams, S. Ferguson, J. Gomez                                                              | 4:43              |
| 10. | «Out of My Head»                                | K. Harris, Tim Orindgreff, W. Adams, A. Williams, S. Ferguson, George Pajon, Printz Board, J. Gomez     | 3:51              |
| 11. | «Electric City»                                 | A. Pineda, Bert Berns, Ri Gottehrer, W. Adams, S. Ferguson, Robert Feldman, Gerald Goldstein, J. Gomez  | 4:08              |
| 12. | «Showdown» - включая вступление                 | Ryan Buendia, A. Pineda, W. Adams, S. Ferguson, J. Gomez                                                | 4:27              |
| 13. | «Now Generation»                                | T. Orindgreff, A. Pineda, W. Adams, S. Ferguson, G. Pajon, J. Gomez                                     | 4:06              |
| 14. | «One Tribe» - включая заключение                | A. Pineda, W. Adams, S. Ferguson, Printz Board, J. Gomez                                                | 4:40              |
| 15  | «Rockin' to the Beat»                           | G. Pajon Jr, A. Pineda, W. Adams, S. Ferguson, Printz Board, J. Gomez                                   | 3:15              |

| №   | Название                                                               | Продюсер(ы)              | Длительность |
| --- | ---------------------------------------------------------------------- | ------------------------ | ------------ |
| 1.  | «Where Ya Wanna Go»                                                    | will.i.am & Bucky Jonson | 5:08         |
| 2.  | «Simple Little Melody» (Бонус трек стандартного релиза для Японии)     | Boys Noize               | 3:12         |
| 3.  | «Mare» (Международный бонус трек стандартного релиза)                  | apl.de.ap & DJ Replay    | 2:56         |
| 4.  | «Don’t Bring Me Down»                                                  | apl.de.ap & DJ Replay    | 3:11         |
| 5.  | «Pump It Harder» («Pump It» remix)                                     | will.i.am                | 3:52         |
| 6.  | «Let's Get Re-Started» («Let's Get Retarded» remix)                    | will.i.am                | 2:57         |
| 7.  | «Shut the Phunk Up» (censored Knee Deep remix of «Shut Up»)            | will.i.am                | 4:19         |
| 8.  | «That’s the Joint» («Joints & Jam» remix)                              | Paul Poli & will.i.am    | 3:48         |
| 9.  | «Another Weekend» (при участии Esthero) («Weekends» remix)             | will.i.am                | 4:11         |
| 10. | «Don't Phunk Around» («Don't Phunk with My Heart» Chicago House remix) | will.i.am                | 3:47         |

| №   | Название                                                     | Продюсер(ы)  | Длительность |
| --- | ------------------------------------------------------------ | ------------ | ------------ |
| 16. | «Let the Beat Rock» (Boys Noize Megamix при участии 50 Cent) | Boys Noize   | 3:29         |
| 17. | «Boom Boom Guetta» (David Guetta's Electro Hop Remix)        | David Guetta | 4:01         |

## Хронология релиза альбома
| Страна         | Дата         | Лейбл               |
| -------------- | ------------ | ------------------- |
| Япония         | 3 июня 2009  | Universal Japan     |
| Австралия      | 5 июня 2009  | Universal Australia |
| Германия       | 5 июня 2009  | Interscope          |
| Ирландия       | 5 июня 2009  | A&M                 |
| Италия         | 5 июня 2009  | Interscope          |
| Швейцария      | 5 июня 2009  | Interscope          |
| Дания          | 8 июня 2009  | Interscope          |
| Франция        | 8 июня 2009  | Interscope          |
| Великобритания | 8 июня 2009  | A&M                 |
| Бразилия       | 9 июня, 2009 | Universal Brazil    |
| Мексика        | 9 июня, 2009 | Interscope          |
| США            | 9 июня, 2009 | Interscope          |
| Нидерланды     | 9 июня, 2009 | Interscope          |
| Аргентина      | 16 июня 2009 | Universal Argentina |

## Позиции в чартах и продажи
| Чарт (2009)                     | Наивысшая позиция |
| ------------------------------- | ----------------- |
| Australian Albums Chart         | 1                 |
| Austrian Albums Chart           | 5                 |
| Belgian Albums Chart (Flanders) | 4                 |
| Belgian Albums Chart (Wallonia) | 1                 |
| Canadian Albums Chart           | 1                 |
| Croatian Albums Chart           | 26                |
| Danish Albums Chart             | 8                 |
| Dutch Albums Chart              | 7                 |
| European Top 100 Albums         | 1                 |
| Finnish Albums Chart            | 17                |
| French Albums Chart             | 1                 |
| German Albums Chart             | 2                 |
| Greek Albums Chart              | 7                 |
| Hungarian Albums Chart          | 10                |
| Irish Albums Chart              | 3                 |
| Italian Albums Chart            | 8                 |
| Japan Albums Chart              | 2                 |
| Mexican Albums Chart            | 7                 |
| New Zealand Albums Chart        | 1                 |
| Norwegian Albums Chart          | 28                |
| Polish Albums Chart             | 7                 |
| Portuguese Albums Chart         | 1                 |
| Spanish Albums Chart            | 7                 |
| Swedish Albums Chart            | 18                |
| Swiss Albums Chart              | 2                 |
| UK Albums Chart                 | 3                 |
| UK R&B Albums Chart             | 1                 |
| U.S. Billboard 200              | 1                 |

| Регион         | Провайдер   | Сертификация  | Продажи   |
| -------------- | ----------- | ------------- | --------- |
| Австралия      | ARIA        | 4× Платиновый | 280 000   |
| Бельгия        | Ultratop    | Золотой       | 15 000    |
| Франция        | IFPI        | 4× Платиновый | 400 000   |
| Германия       | IFPI        | Платиновый    | 200 000+  |
| Италия         | FIMI        | Золотой       | 55 000    |
| Япония         | RIAJ        | Золотой       | 220 000   |
| Мексика        | AMPROFON    | Золотой       | 50 000    |
| Новая Зеландия | RIANZ       | 2× Платиновый | 30 000    |
| Россия         |             | Золотой       | 10 000    |
| Швейцария      | Hung Medien | Платиновый    | 20 000+   |
| США            | RIAA        | Платиновый    | 1 999 018 |
| Великобритания | BPI         | 4× Платиновый | 1 200 000 |

## The E.N.D. Summer 2010 Canadian Invasion Tour: Remix Collection
The E.N.D. Summer 2010 Canadian Invasion Tour: Remix Collection — сборник ремиксов группы Black Eyed Peas, выпущен в 2010 году на iTunes только в Канаде, в течение канадской части мирового турне The E.N.D. World Tour. В основном в этом сборнике присутствуют ремиксы на синглы из пятого студийного альбома Black Eyed Peas The E.N.D. Также присутствует ремикс песни «Let's Get It Started», взятой из их третьего студийного альбома Elephunk, который в то же время является бонус-треком специального издания альбома The E.N.D.
Изображение на обложке представляет собой кадр из музыкального клипа «Imma Be». Это первая обложка за 5 лет, на которой изображена группа, последняя из которых была на обложке сингла «Don't Lie», хотя они это сделали позже в мультяшной форме на обложке их следующего сингла «My Humps».

## Список композиций
| №   | Название                | Авторы ремиксов                    | Длительность |
| --- | ----------------------- | ---------------------------------- | ------------ |
| 1.  | «Rock That Body»        | Chris Lake                         | 5:53         |
| 2.  | «Boom Boom Wow»         | will.i.am                          | 4:11         |
| 3.  | «Boom Boom Guetta»      | David Guetta                       | 4:01         |
| 4.  | «I Gotta Feeling»       | David Guetta                       | 6:11         |
| 5.  | «I Gotta Feeling»       | Printz Board, Zuper Blahq          | 5:04         |
| 6.  | «I Gotta Feeling»       | Zuper Blahq                        | 5:48         |
| 7.  | «Imma Be»               | Wolfgang Gartner                   | 6:23         |
| 8.  | «Imma Be»               | Poet Name Life, DJ Ammo            | 4:41         |
| 9.  | «Rock That Body»        | Skrillex                           | 5:08         |
| 10. | «Rock That Body»        | Apl.de.ap, DJ Replay Jeepney Music | 4:41         |
| 11. | «Meet Me Halfway In 3D» | will.i.am                          | 5:39         |
| 12. | «Meet Me Halfway»       | DJ Ammo, Poet Name Life            | 5:25         |
| 13. | «Meet Me Halfway, Baby» | Printz Board                       | 5:21         |
| 14. | «Let’s Get Re-Started»  | will.i.am                          | 2:57         |
| 15. | «Boom Boom Boom»        | DJ Ammo, Poet Name Life            | 5:47         |